# El crimen del sátiro
El crimen del sátiro es una novela corta de Emilio Carrère, publicada por primera vez en agosto de 1925 por la editorial Atlántida, como parte de la colección «La Novela de Hoy», e ilustrada por el pintor Enrique Ochoa.

### Argumento
A principios del siglo XX, una niña desaparece en los bajos fondos de Madrid. Las pruebas del crimen son una habitación destrozada, una toquilla azul que pertenecía a la niña y una navaja manchada de sangre. El principal sospechoso del crimen es un conocido chulo de la zona, acusado de haber asesinado esa misma noche a un noble venido a menos, pero que se encuentra en paradero desconocido. Mientras las autoridades investigan el crimen, el cadáver de la niña desaparecida es transportado a la periferia de Madrid, donde el chulo ayuda al verdadero culpable a deshacerse del cuerpo. Finalmente, el asesino real, un rico de tendencias pedófilas, continúa impunemente con su vida mientras el chulo escapa del país.

### Personajes principales
- La Jamelgo.
- La Ramona.
- El Charlot.
- La tía Güesos.
- Don Jesusito.
- Don Francisco.
- La niña.

### Relevancia
El crimen del sátiro es una nouvelle de corte realista que constituye una denuncia de la parcialidad de la justicia en función de la clase social del criminal. Se muestra además cómo la mujer es la receptora de la violencia a lo largo de toda su vida, desde la infancia hasta la vejez. Puede considerarse El crimen del sátiro como una novela predecesora del true crime, con un estilo de realismo sucio que se sale de la tradición literaria modernista del momento.